# Sribrovșciîna, Kroleveț
Sribrovșciîna (în ucraineană Срібровщина) este un sat în comuna Bîstrîk din raionul Kroleveț, regiunea Sumî, Ucraina.

## Demografie
Componența lingvistică a localității Sribrovșciîna
     Ucraineană (100%)
Conform recensământului din 2001, toată populația localității Sribrovșciîna era vorbitoare de ucraineană (100%).